# Championnat du Togo de football 2005-2006
Navigation
Saison précédente Saison suivante
Le championnat du Togo de football 2005-2006 est la quarante-sixième édition du Championnat National. Elle oppose les seize meilleurs clubs du Togo regroupés au sein d’une poule unique où ils se rencontrent à deux reprises, à domicile et à l’extérieur. En fin de saison, les deux derniers du classement sont relégués et remplacés par les deux meilleurs clubs de deuxième division.
C’est le club de Maranatha FC qui est sacré cette saison après avoir terminé en tête du classement, avec onze points d’avance sur un duo composé de l’Étoile Filante de Lomé et de l’AS Douanes Lomé. C'est le tout premier titre de champion du Togo de l'histoire du club.

## Les clubs participants
| - Maranatha FC - Gomido Kpalimé - AS Togo-Port - ASKO Kara - OC Agaza - Doumbé FC - Athletic Club Merlan - Kotoko FC - Promu de D2 | - AC Semassi - Dynamic Togolais - Étoile Filante de Lomé - AS Douanes Lomé - Kakadié FC - Togo Telecom FC - Abou Ossé FC - Tchaoudjo AC - Promu de D2 |

## Compétition
Le barème utilisé pour établir les classements est le suivant :
- Victoire : 3 points
- Match nul : 1 point
- Défaite, forfait ou abandon : 0 point

### Classement
| Rang | Équipe                 | Pts | J  | G  | N  | P  | Bp | Bc | Diff |
| ---- | ---------------------- | --- | -- | -- | -- | -- | -- | -- | ---- |
| 1    | Maranatha FC           | 58  | 26 | 17 | 7  | 2  | 53 | 13 | +40  |
| 2    | Étoile Filante de Lomé | 47  | 28 | 12 | 11 | 5  | 32 | 15 | +17  |
| 3    | AS DouanesT            | 47  | 28 | 12 | 11 | 5  | 37 | 23 | +14  |
| 4    | Dynamic Togolais       | 41  | 28 | 10 | 11 | 7  | 30 | 21 | +9   |
| 5    | ASKO Kara              | 39  | 27 | 9  | 12 | 6  | 28 | 20 | +8   |
| 6    | AC Merlan              | 39  | 25 | 10 | 9  | 6  | 29 | 24 | +5   |
| 7    | AS Togo-PortC          | 38  | 27 | 11 | 5  | 11 | 24 | 29 | -5   |
| 8    | Togo Telecom FC        | 35  | 26 | 9  | 8  | 9  | 29 | 26 | +3   |
| 9    | Doumbé FC              | 34  | 28 | 9  | 7  | 12 | 24 | 40 | -16  |
| 10   | AC Semassi             | 33  | 28 | 9  | 6  | 13 | 34 | 40 | -6   |
| 11   | OC Agaza               | 29  | 28 | 6  | 11 | 11 | 29 | 32 | -3   |
| 12   | Abou Ossé FC           | 30  | 27 | 6  | 12 | 9  | 19 | 34 | -15  |
| 13   | Kotoko FCP             | 26  | 27 | 6  | 8  | 13 | 21 | 38 | -17  |
| 14   | Gomido Kpalimé         | 25  | 28 | 5  | 10 | 13 | 20 | 37 | -17  |
| 15   | Tchaoudjo ACP          | 24  | 27 | 6  | 6  | 15 | 14 | 31 | -17  |
| 16   | Kakadlé FC forfait     |     |    |    |    |    |    |    |      |

|  | Qualification pour la Ligue des champions de la CAF 2007                             |
|  | Qualification pour la Coupe de la confédération 2007                                 |
|  | Relégation en deuxième division                                                      |
|  | Forfait général                                                                      |
|  | T : Tenant du titre C : Vainqueur de la Coupe du Togo P : Promu de deuxième division |

## Bilan de la saison
| Championnat du Togo de football 2005-2006 |                          |
| Champion                                  | Maranatha FC (1er titre) |
| Coupes et trophées                        |                          |
| Vainqueur de la Coupe du Togo 2005-2006   | AS Togo-Port             |
| Qualifications continentales              |                          |
| Ligue des champions de la CAF 2007        | Maranatha FC             |
| Coupe de la confédération 2007            | AS Togo-Port             |
| Promotions et relégations                 |                          |
| Promus en Championnat National            | US Koroki                |
| Promus en Championnat National            | US Masseda               |
| Relégués en Deuxième division             | Tchaoudjo AC             |
| Relégués en Deuxième division             | Kakadlé FC               |